# Curiohaus

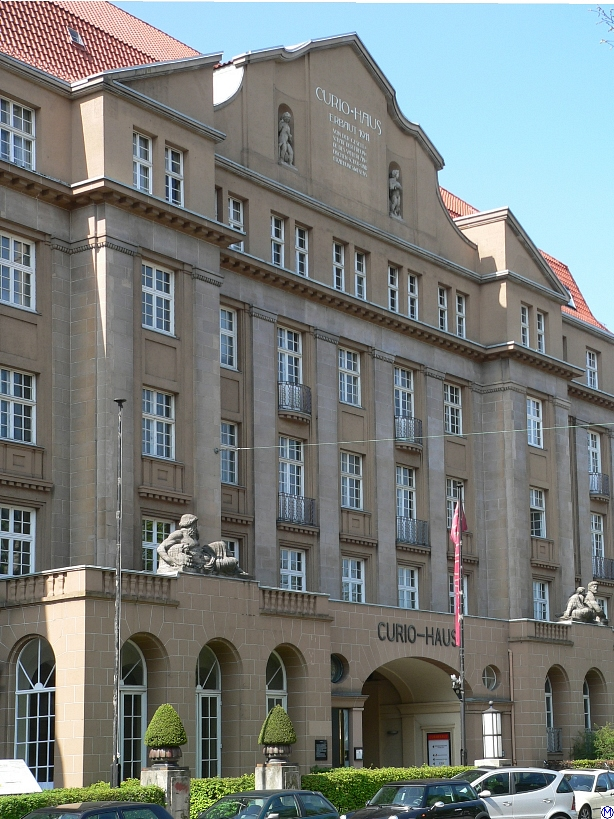
Curiohaus in Hamburg

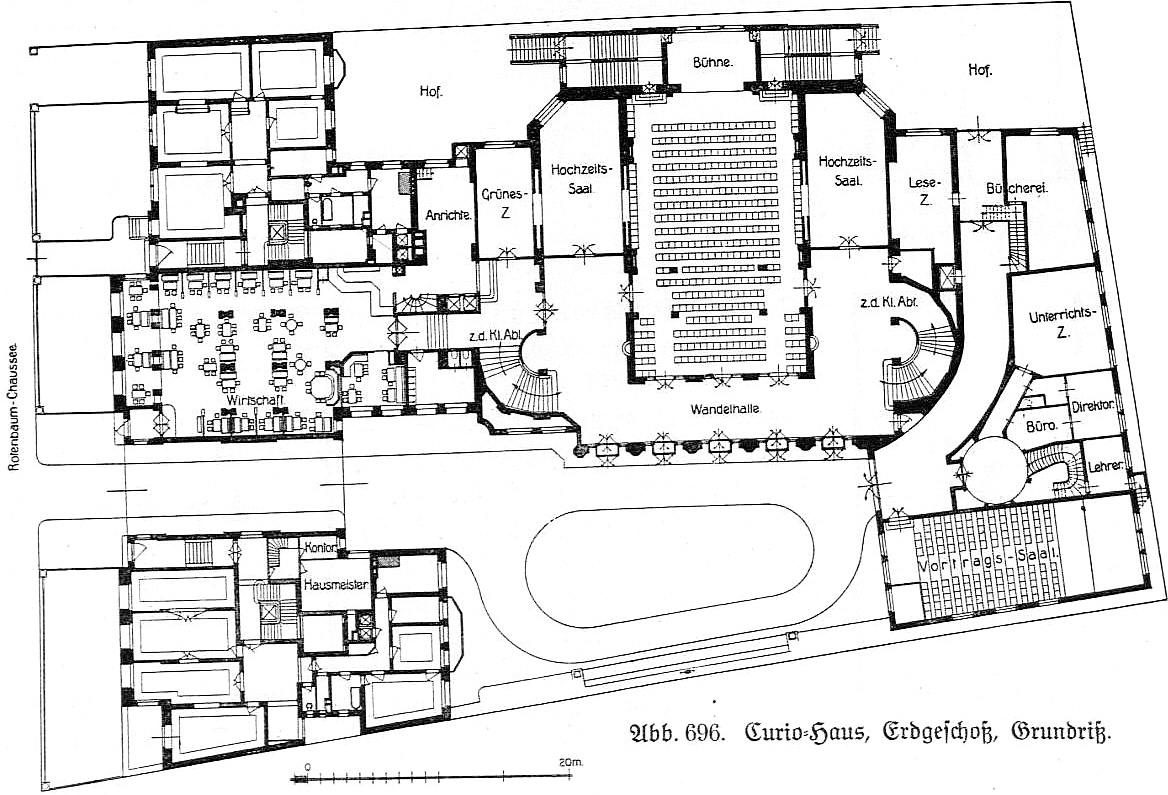
Grundriss des Curiohauses bei seiner Fertigstellung 1911

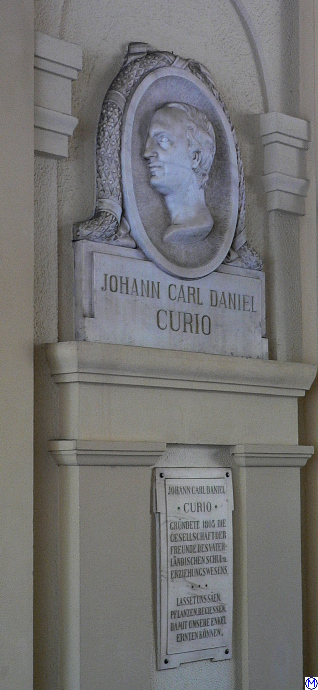
Medaillon von J. C. D. Curio

Das Curiohaus ist ein als Gesellschaftshaus errichtetes Büro- und Veranstaltungsgebäude in Hamburg im Bezirk Eimsbüttel, Stadtteil Rotherbaum. Erbaut wurde es zwischen 1908 und 1911 nach einem Entwurf der Architekten Johann Emil Schaudt und Walther Puritz an der Rothenbaumchaussee 11–17 für die Gesellschaft der Freunde des vaterländischen Schul- und Erziehungswesens und nach dem Gründer dieser Gesellschaft, Johann Carl Daniel Curio, benannt. Seit 1948 ist es Eigentum und Sitz des Landesverbands Hamburg der Gewerkschaft Erziehung und Wissenschaft (GEW). Im Oktober 1997 wurde das Gebäude als Gesamtanlage und mit seiner festen Ausstattung, den Vorgartenpostamenten, den Leuchten und dem Oval des Hofgärtchens unter Denkmalschutz gestellt.

## Nutzung
Jahrzehntelang hatte dort das sehr renommierte Vogt’sche Konservatorium unter der Leitung von Friedrich Vogt und dem Co-Direktor, dem Musikkritiker und -schriftsteller Ferdinand Pfohl seinen Sitz; aus diesem ging im Jahre 1942 die städtische „Schule für Musik und Theater der Freien und Hansestadt Hamburg“ hervor, die ebenfalls dort ihren Sitz hatte. Diese wiederum war Vorläuferin der heutigen Hochschule für Musik und Theater Hamburg.
Hamburger Künstler feierten während der 1920er-Jahre im Curiohaus alljährlich über Tage andauernde Faschingsfeste, die mit ihrem kulturellen Programm als Hamburger Künstlerfeste Bedeutung erlangten.
Der große Saal des Curiohauses war im Zweiten Weltkrieg von Bombenschäden weitgehend verschont geblieben. Er diente 1946 bis 1948 britischen Militärgerichten als Gerichtssaal für die als „Curiohaus-Prozesse“ bezeichneten Verfahren zu NS- und Kriegsverbrechen. Dazu gehörten auch der Neuengamme-Hauptprozess sowie sieben Ravensbrück-Prozesse gegen SS-Angehörige, die für Verbrechen in diesen Konzentrationslagern (einschließlich der zahlreichen Nebenlager) verantwortlich waren. Der Neuengamme-Hauptprozess wird oft als „Curiohaus-Prozess“ bezeichnet, war aber nur einer von vielen. In diesem Verfahren wurden u. a. extreme Misshandlungen, die Tötung russischer Kriegsgefangener mit Giftgas, Erhängung niederländischer Widerstandskämpfer sowie die Morde an zwanzig Kindern im Nebenlager Bullenhuser Damm verhandelt und so der breiten Öffentlichkeit bekannt.
Von 1967 bis zur Restaurierung im Jahre 1997 diente das Curiohaus als Mensa der Universität, seit 1998 wird es als Veranstaltungsort für Konzerte, Tagungen, Präsentationen, Unternehmens- oder Vereinsfeste genutzt.

## Vergangenheitsbewältigung

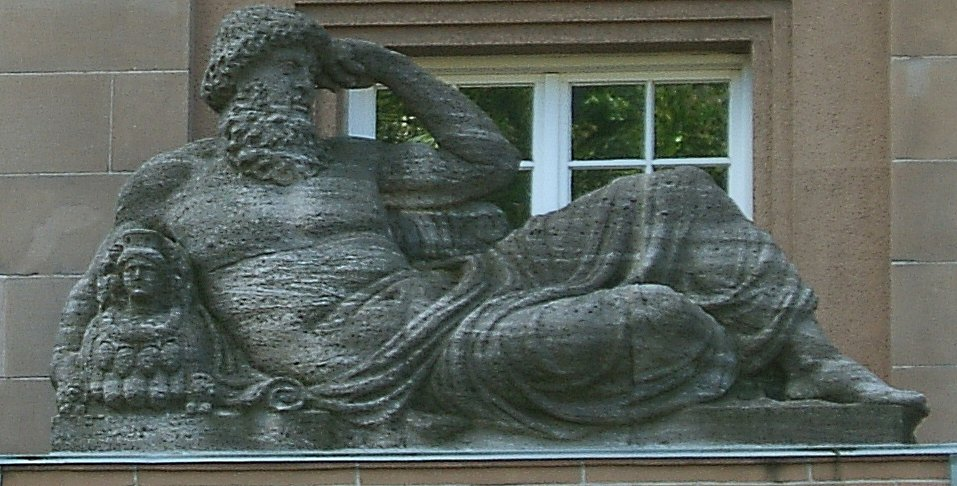
Eine von zwei Skulpturen des Bildhauers Johann Michael Bossard

Eine Tafelinschrift erinnert an die Gründung sowie die Enteignung des Hauses 1933. Auch wird darauf hingewiesen, dass im Hause die Prozesse der Britischen Militärgerichte stattfanden. Der Gegenstand der einzelnen Verfahren, wie etwa der Kindermord vom Bullenhuser Damm, die Fliegermorde sowie der ebenfalls hier verhandelte Prozess gegen die Zyklon-B-Lieferfirma Tesch & Stabenow wird nicht gesondert erwähnt.

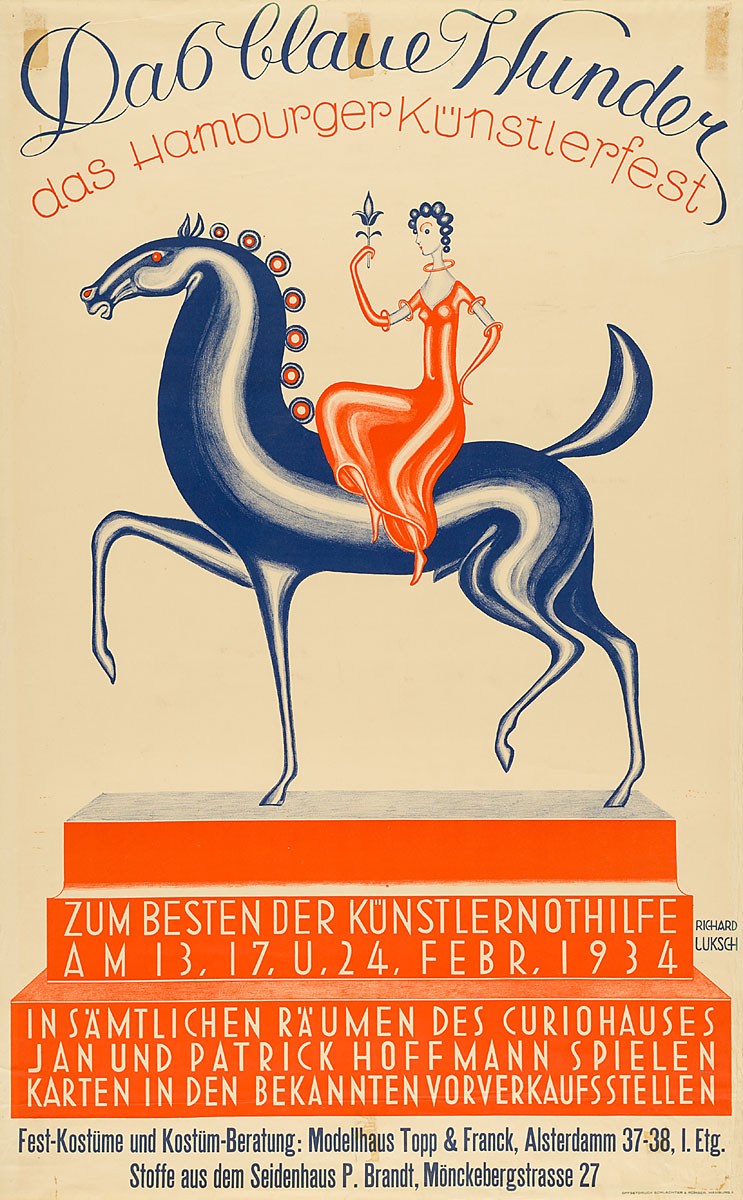
1934: Plakat „Das blaue Wunder“;
von Richard Luksch zur Künstlernothilfe; Litho: Schlachter & Rühger, MKG Hamburg

Ein Gebäude neben dem Curiohaus, Rothenbaumchaussee 19 (auch als „Ro 19“ bezeichnet), das sich im Besitz einer Erbengemeinschaft jüdischer Abstammung befunden hatte, war im Frühjahr 1935 durch das bereits vor 1933 bestehende und später rechtlich selbständige „Lehrervereinshaus“ angekauft und nach 1945 von einem unabhängigen Prüfungsgremium der GEW zugesprochen worden. Seit 2005 erforschte eine Arbeitsgruppe von Gewerkschaftern und beigezogenen Experten die näheren Umstände, die zum Erwerb des Hauses geführt hatten. Keiner der Beteiligten äußerte einen Zweifel daran, dass das Haus rechtlich eindeutig der GEW gehöre. Von jenen, die meinten, der Verkauf sei als „Arisierung“ zu bezeichnen, wurde neben anderen Vorschlägen der Verkauf erwogen, um dort ein jüdisches Museum zu errichten.
Am 27. November 2006 beschloss die Landesvertreterversammlung (LVV) der GEW Hamburg, am Haus eine Informationstafel zur Geschichte anzubringen, eine Broschüre sowie eine weitere Dokumentation herauszugeben und bis zum Frühjahr 2007 zu prüfen, ob es angesichts der finanziellen Folgen möglich sei, auf die Einkünfte aus der Vermietung zu verzichten. Auf der folgenden LVV am 23. April 2007 wurde die Behauptung einer „Arisierung“ als nicht bewiesen eingestuft.
Ein Teil dieser Arbeitsgruppe forderte dennoch aufgrund einer politisch-moralischen Verantwortung den Verkauf des Hauses an die Stadt Hamburg. Andere verwiesen darauf, dass weder die Verkäufer noch eine jüdische Hilfsorganisation nach dem Krieg Anspruch auf Rückerstattung erhoben hätten. Es gebe keine beweiskräftigen Belege, dass der Verkaufspreis unangemessen niedrig und auf Verfolgungsdruck zurückzuführen gewesen sei. Auch sei selbst bei einer anderen historischen Bewertung der Billigverkauf an die Stadt keine zwingende Konsequenz. Die LVV lehnte 2007 mit knapper Mehrheit den Verkauf ab. Sie beschloss einen Fonds einzurichten, aus dem jährlich eine Summe von bis zu 10.000 Euro zur Unterstützung antifaschistischer und antirassistischer Initiativen innerhalb und außerhalb der GEW Hamburg ausgezahlt werden kann.
Die Kontroverse war erneut Thema der Landesvertreterversammlung im November 2008. Man bekannte sich zu einer allgemeinen historischen Verantwortlichkeit, blieb aber in der Sache beim Beschluss des Vorjahres.